# 民鐸 (雜誌)
《民铎》（意為「人民之警鐘」，英文：The People's Tocsin），爲中国五四运动期间创办的大型综合性刊物，1916年6月在日本东京创刊，1931年1月停刊。

## 创刊
中国五四运动风起云涌，中国留日学生社团「学术研究会」亦期望贡献一力，于是在1916年6月于日本东京创办《民铎》杂志。初定为季刊，後又改为月刊、双月刊。
《民铎》初期以「民主主义」为主导，立社思想是「促进民智、培养民德、发扬民力」及「网罗各门著述，纯从根本上讨论是非得失」，带有很强的政治性及爱国色彩。其内容多为论文，兼有诗词、戏剧、小说等，不分栏目。期間，雜誌因發表斥責日本帝國主義侵略行徑的文章而被日本政府查封。
雜誌主要撰稿者有朱谦之、杨昌济、郭绍虞、易家钺、严既澄、张东荪、黎锦熙、梁漱溟、耿继之、徐志摩、范寿康、李大年、欧阳竟无、盛朗西、章锡琛、陈兼善、樊仲云、黄卓、周予同、许兴凯、杨东荪等。李大钊和郭沫若也发表过文章和新诗。

## 转型
自1918年12月1日第1卷第5号起，杂誌社迁往上海，同时宣称「本誌今后之责任，纯以阐扬平民精神，介绍现代最新思潮为主」，逐渐偏向学术性，针砭时弊及反对帝国主义的文章日渐减少，学术性文章增多。雜誌最終成为纯学术刊物。
1919年至1928年期间，雜誌改由「学术研究会」的李邦藩（李邦藩，字石岑）單獨主编。李邦藩以尼采的「奋斗意志」或「灵的觉醒」为主导办刊，使之成为译介西方哲学思潮的刊物，主要是系统介绍尼采、柏格森、哲姆士、康德各大师的哲学，及达尔文的进化论；同时，雜誌亦发表各家论著，介绍其他哲学学派及政治、经济、文学、历史及自然科学等各方面，其基调是反对封建主义，宣传民主主义和个性解放。

## 後期
1928年以後，雜誌的主導思想转向辩证唯物论，開始系统介绍黑格尔的辩证法和费尔巴哈的唯物论。例如杨东荪的《思想界之转变》、《狄慈根哲学》、《从自然科学的唯物论到辩证唯物论》，以及许兴凯的《演绎法、归纳法与辩证法的唯物论》等文，都重点在介绍马克思、恩格斯的辩证唯物论思想，并指出它是当时「最科学、最正确和最新」的哲学思想，馬恩二人是「科学的社会主义之创始者」。
同時，《民铎》也刊载过少数反马克思主义、反民主主义及反对自由恋爱的文章。
1931年1月，《民鐸》停刊，總共出刊10卷共52期（其中第1卷出7期，第2—10卷各出5期）。